# Iglesia de San Antonio (Jaffa)
La Iglesia de San Antonio de Padua  o simplemente Iglesia de San Antonio (en hebreo: כנסיית אנטוניוס הקדוש) es el nombre que recibe un edificio religioso de la iglesia católica localizado en Jaffa al sur de la ciudad de Tel Aviv en el centro de Israel.
El templo destaca por su estilo Neogótico y su torre del reloj. Recibió su nombre en honor de San Antonio de Padua un sacerdote de la Orden Franciscana, predicador y teólogo portugués, venerado como santo y doctor de la Iglesia por el catolicismo.
La estructura fue concluida en 1932. La iglesia es utilizada principalmente por los trabajadores extranjeros en su mayoría procedentes de Filipinas. En el lado norte de la iglesia se encuentra la escuela secundaria Terra Santa manejada por las monjas.
Los servicios religiosos se ofrecen en árabe e inglés.

## Véase también

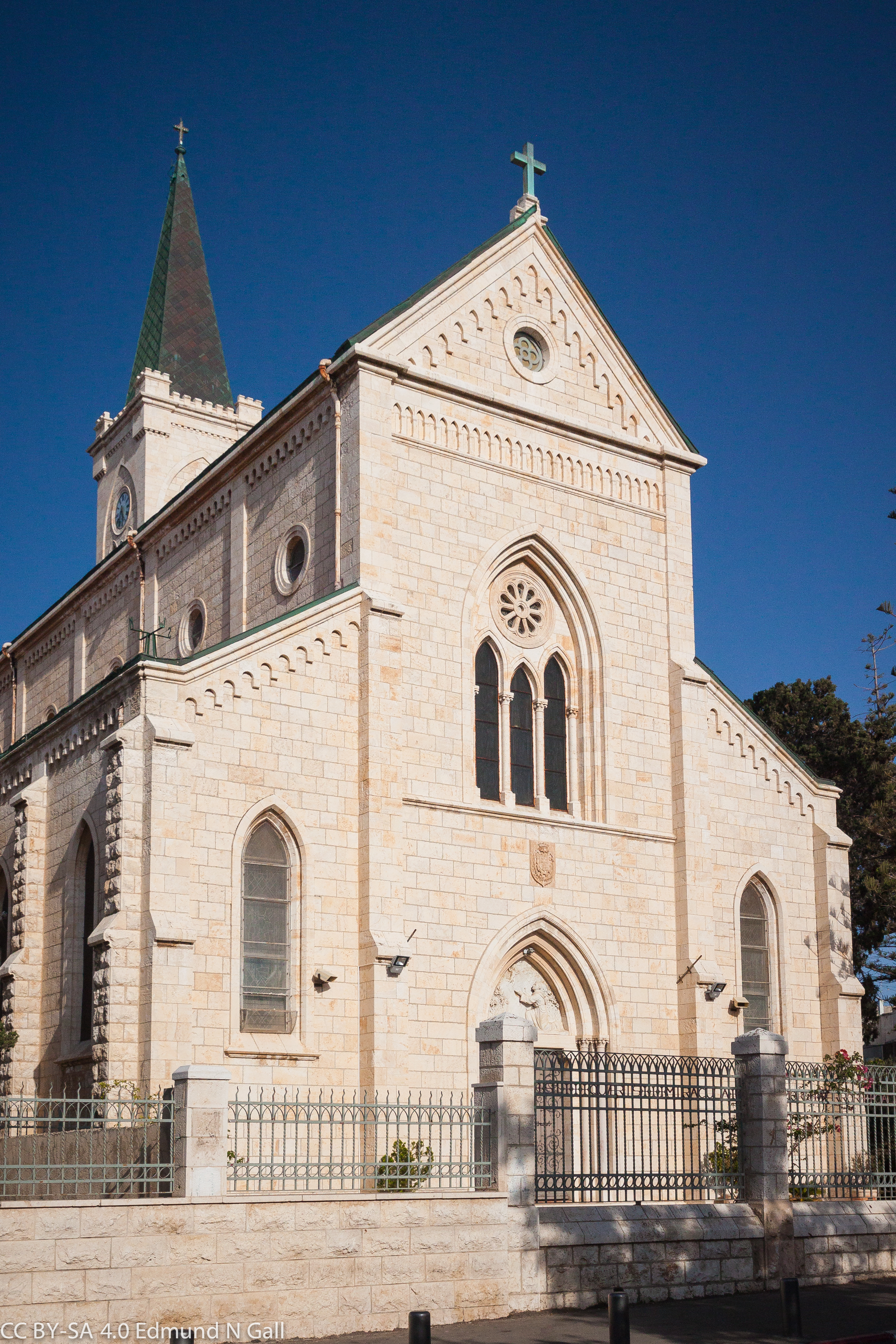
Vista de la fachada